# Régime nival
Le régime nival est un modèle de régime hydrologique simple, caractérisé par une seule alternance annuelle de hautes et de basses eaux. Il se retrouve dans les bassins versants principalement alimentés par des précipitations sous forme de neige, c'est-à-dire dans les zones montagneuses et dans les plaines nordiques.

## Caractéristiques
Les principales caractéristiques du régime nival sont :
- d'importantes crues de printemps ;
- de basses eaux en été[1].

## Exemples

### Hémisphère nord

#### La Clarée à Névache en France
Le module ou moyenne annuelle du débit de la Clarée est à Névache de 3,43 m3/s.

#### le Fleuve Fraser au Canada
le Fleuve Fraser, au Canada  est significatif de ce régime nival :